# Daramulun
Daramulun var en skapelsegud hos aboriginerna längs Australiens ostkust. Daramulun är också känd under andra namn.
Daramulun gav form åt landskapet innan han gav människorna deras bruksredskap och sociala system.